# Marattia cuneiformis
Marattia cuneiformis là một loài dương xỉ trong họ Marattiaceae. Loài này được de Vriese mô tả khoa học đầu tiên năm 1853.
Danh pháp khoa học của loài này chưa được làm sáng tỏ. 